# Морачковський Олег Костянтинович
Оле́г Костянти́нович Морачко́вський (1945 — 19 липня 2025) — український науковець, доктор технічних наук, завідувач кафедри Національного технічного університету «Харківський політехнічний інститут», лауреат Державної премії України (2019 р., за цикл робіт, присвячених оцінці міцності елементів конструкцій турбобудування).

## Творча біографія
У 1970 році закінчив інженерно-фізичний факультет НТУ ХПІ. Далі працював асистентом, доцентом та професором на кафедрі «Динаміка та міцність машин» Харківського політехнічного інституту. У 1973 році захистив кандидатську, а в 1985 — докторську дисертації.
У 1979—1980 р.р. доцента Морачковського відряджено на річне наукове стажування до університетів Великої Британії, він працював в університетах Лондона (Imperial College) та Единбурга (University of Edinburgh). Неодноразово працював запрошеним професором в університеті Мартіна Лютера (Галле-Віттенберг, ФРН). 
З 1996 по 2020 рік професор Морачковський завідував кафедрою теоретичної механіки, останні п'ять років працював на посаді професора кафедри комп'ютерного моделювання процесів та систем.

## Творчий доробок
Підготував 6 докторів та 12 кандидатів наук.
Автор більш ніж 300 наукових роботах, у тому числі 7 монографій, 20 навчальних посібників.